# Dorpsstraat 1 (Onstwedde)
De boerderij aan de Dorpsstraat 1 in Onstwedde is een voormalig gemeentelijk monument in de gemeente Stadskanaal.

## Geschiedenis
Op deze plaats aan de Dorpstraat in Onstwedde hebben in de loop der eeuwen meerdere boerderijen gestaan. Een van de oudste vermeldingen dateert uit 1475. In 1795 werd een boerderij op deze plaats door plunderende Engelse soldaten verwoest. Deze boerderij was van de latere burgemeester van Onstwedde, Abel Boels. Na veel getouwtrek slaagde hij erin om een eerder gemaakte afspraak tussen de dorpsbewoners om dit soort schades gezamenlijk te dragen te verzilveren. De boerderij die op deze plaats herbouwd werd kreeg dan ook de naam van "bedelboerderij". De huidige boerderij dateert uit de periode rond 1900. In 2001 werd de boerderij op de lijst van gemeentelijke monumenten geplaatst.
De gemeente Stadskanaal heeft in januari 2013 een procedure gestart om de status van deze boerderij als gemeentelijk monument in te trekken. In mei 2013 besloot het college van burgemeester en wethouders om de monumentale status in te trekken. Tegen dit besluit is bezwaar aangetekend door het Cuypersgenootschap.
Op 3 juni 2016 is het pand gered van sloop en verkocht aan een particulier.
Op 12 september 2020 heeft de boerderij zijn oorspronkelijke erf naam weer gekregen "Erve up ten Thije" refererend naar de eerst beschreven bewoner in 1475 'Gert upnThie' in de link een verslag van de naam onthulling https://web.archive.org/web/20220808084239/https://onstwedde.info/over-de-vloer-bij/over-de-vloer-bij-detail/article/erve-up-ten-thije.html
In april 2022 heeft Gerda Nijenbrinks het boek "Erve up ten Thije - Eene boerenbehuizing met erf en tuin gelegen te Onstwedde" uitgegeven over 600 jaar geschiedenis van Erve up ten Thije en wat er destijds in Westerwolde gebeurde om de gebeurtenissen van de bewoners in de tijgeest te plaatsen. https://dvhn.nl/groningen/stadskanaal/Gerda-Nijenbrinks-schrijft-boek-over-Erve-Up-ten-Thije.-E%C3%A9n-van-de-oudste-erven-van-Onstwedde-27514225.html